# Pablo Escobar
Pablo Emilio Escobar Gaviria, kolumbijski mafijec in politik, * 1. december 1949, Rionegro, Kolumbija, † 2. december 1993, Medellin, Kolumbija.
Escobar je znan kot vodja kolumbijske mafije, ki je trgoval s kokainom in ki ga je tihotapil v ZDA.

## Življenje
Leta 1966 je Escobar zapustil gimnazijo in se je zaradi pomanjkanja denarja pričel ukvarjati s krajami avtomobilov in z izsiljevanjem. Kmalu je pričel tudi z ugrabitvami premožnih ljudi, za katere je zahteval visoke odkupnine. Ko je odstavil tedanjega vodjo mamilarske tolpe Fabia Restrepo, je Escobar postal njegov naslednik. Pričel je tihotapiti kokain v plaščih koles športnih letal v ZDA (sprva na Florido, kasneje tudi na zahodno ameriško obalo). Leta 1976 se je poročil in rodila sta se mu dva otroka. Izjemno hitro obogati in prične kupovati palače po vsej Ameriki. Ob koncu 70. let 20. stoletja je bil Escobar odgovoren za transport več kot polovice kokaina v ZDA. 
V Kolumbiji je pričel z investicijami v šole, športne objekte, zato je hitro postal ljubljenec revnih in preprostih prebivalcev, ki so njegova nasilna dejanja in likvidacije pričeli tolerirati (postal je neke vrste južnoameriški Robin Hood). Leta 1982 je bil tako izvoljen kot namestnik v kolumbijski kongres. Pridobil si je diplomatski potni list in z njim imuniteto, zato je lahko mirno odpotoval v ZDA, kjer je nekaj časa bival v več svojih objektih. 
Leta 1984 je moral, po objavah odkritij nelegalnega početja v medijih, zapustiti kongres. 
Leta 1989 je začela kolumbijska oblast pod pritiski Američanov lov nanj. V Kolumbiji je leto dni vladalo pravo vojno stanje (v bombnih napadih, likvidacijah, terorističnih akcijah je umrlo preko 3000 civilistov ter preko 650 vojakov in policistov). Escobar je pričel s skrivnimi pogajanji za prekinitev sovražnosti in je ponudil vladi svojo predajo. Zahteval je, da bo zaprt v zaporu, ki si ga bo zgradil sam. Tedanji predsednik države Gaviria je privolil v Escobarjeve pogoje. Zgradil si je zapor na griču Catedral nad Medellinom in se je dal vanj zapreti. V resnici je bila stavba razkošna vila, od koder je Escobar še vedno nemoteno vodil trgovino z mamili. Situacija je postala absurdna za Američane in predsednika Gavirio, zato so oblasti zahtevale Escobarjevo premestitev v Bogoto. Ta je 22. julija pobegnil, zato je vlada razpisala nagrado v višini 6,5 milijona dolarjev za informacije o pobeglem mafijcu. Escobar se je začel skrivati po različnih krajih, njegov kartel pa je počasi pričel razpadati. 

### Smrt
2. decembra 1993 ga je vojska izsledila, potem ko se je predolgo pogovarjal po telefonu s svojim sinom. Pri pobegu je bil smrtno ranjen in je umrl na strehi. Njegovo premoženje je v večini prevzela država, ki je Escobarjevi družini zaradi ogroženosti dodelila varovanje. Kljub temu se je družina odločila zapustiti Kolumbijo, ustalili so se v Argentini, kjer živijo še danes. 